# جیل هترینگتن
 جیل هترینگتن (انگلیسی: Jill Hetherington؛ زاده ۲۷ اکتبر ۱۹۶۴) یک تنیس‌باز اهل کانادا است.